# Histoire d'un paysan
Histoire d'un paysan est un roman-feuilleton de Erckmann-Chatrian, écrit en 1868, retraçant la révolution française vu de Lorraine.

## Résumé
Il s'agit d'un roman "montagnard" écrit à la première personne du singulier. Le personnage, dès l'hiver 1791-1792, dans le débat sur l'opportunité d'une guerre d'attaque prend fait et cause pour les Montagnards groupés autour de Robespierre ("le parti de la nation") contre les Girondins groupés autour de Brissot ("le parti de la Cour").

## Éditions
- 1962 : Histoire d'un Paysan (1789-1815), illustrations de Théophile Schuler et Léon Benet, éd Jean-Jacques Pauvert, tome 1 de la collection Contes et romans nationaux et populaires en 14 volumes.
- 2010 Gens d'Alsace et de Lorraine,  Histoire d'un Paysan avec d'autres œuvres, illustrations de Théophile Schuler. Editions Omnibus. 1334 p.